# Proboszczewice (Zgierz)
Proboszczewice (dawniej Proboszczowice) – dawniej samodzielna wieś, od 1954 część miasta Zgierza w województwie łódzkim, w powiecie zgierskim. Leżą na północy Zgierza, w rejonie ulicy Proboszczewice. 
Wchodzą w skład osiedla Proboszczewice-Lućmierz, stanowiącego jednostkę pomocniczą gminy Zgierz.

## Historia
Dawniej samodzielna miejscowość. Od 1867 w gminie Lućmierz, której były siedzibą; pod koniec XIX wieku liczyły 594 mieszkańców. W okresie międzywojennym należała do powiatu łódzkiego w woj. łódzkim. W 1921 roku wieś Proboszczowice liczyła 279 mieszkańców a folwark Proboszczowice – 42. 1 września 1933 Proboszczowice utworzyły gromadę w granicach gminy Lućmierz. Podczas II wojny światowej włączona do III Rzeszy.
Po wojnie Proboszczewice powróciły do powiatu łódzkiego woj. łódzkim, gdzie stanowiły jedną z 19 gromad gminy Lućmierz. W związku z reorganizacją administracji wiejskiej jesienią 1954, Proboszczewice weszły w skład nowej gromady Proboszczewice, a po jej zniesieniu 1 stycznia 1970 – do gromady Słowik. W 1971 roku liczyły 1048 mieszkańców.
Od 1 stycznia 1973 w gminie Zgierz. W latach 1975–1987 miejscowość należała administracyjnie do województwa łódzkiego.
1 stycznia 1988 Proboszczewice (295,12 ha) włączono do Zgierza.